# 세비오 수쿠
세비오 수쿠(독일어: Cebio Soukou, 1992년 10월 2일 ~ )는 현재 튀르키예 TFF 1. 리그 클럽인 반디르마스포르에서 미드필더로 활약하고 있는 베냉의 프로 축구 선수이다. 독일에서 태어난 그는 국제적으로 베냉 국가대표팀을 대표한다.
수쿠는 2019년 3월에 베냉 국가대표로 데뷔했다. 그는 2019년 아프리카 네이션스컵에서 베냉을 대표하여 8강에 오른 5경기에 모두 출전했다.

## 어린 시절
수쿠는 보훔에서 베냉인 아버지와 독일인 어머니 사이에서 태어나고 자랐다.

## 구단 경력

### VfL 보훔
TuS 크베렌부르크에서 유소년팀을 거친 후, 수쿠는 2008년 VfL 보훔의 아카데미에 합류하였다. 그는 2011년 8월 20일, 0-0으로 비긴 레기오날리가 웨스트의 1. FC 쾰른 II와의 경기에서 교체 투입되어 데뷔 전을 치렀다. 수쿠는 2011년 8월 31일, 3-3으로 비긴 TuS 코블렌츠와의 경기에서 폭력적인 행동으로 첫 레드 카드를 받았다. 그는 2011-12 시즌 동안 보훔 II에서 11경기를 출전했다.

### 한자 로스토크
2018년 5월, 수쿠는 3. 리가의 한자 로스토크와 1년 계약을 맺었고, 1년 더 연장할 수 있다고 발표했다. 2018년 7월 29일, 3-0으로 패한 에네르기 콧부스와의 경기에서 데뷔 전을 치렀고, 8월 3일, 2-0으로 이긴 아인트라흐트 브라운슈바이크와의 경기에서 두 번째 경기에서 골을 넣었다. 그는 2018-19 시즌 34경기에 출전해 11골을 기록했다.

### 아르미니아 빌레펠트
2019년 6월, 수쿠는 2. 분데스리가의 아르미니아 빌레펠트와 2019-20 시즌 자유 이적으로 2년 계약을 맺었다고 발표되었다. 2019년 7월 29일, 그는 1-1로 비긴 FC 장크트파울리와의 경기에서 데뷔 전을 치렀고, 2019년 9월 21일, 5-2로 이긴 베헨 비스바덴과의 경기에서 첫 골을 넣었다. 그는 빌레펠트가 2. 분데스리가 정상에 오르며 분데스리가로 승격한 2019-20 시즌 32경기에 출전해 6골을 넣었다. 수쿠는 아인트라흐트 프랑크푸르트와의 1-1 무승부에서 빌레펠트의 분데스리가 복귀 첫 골을 넣었다. 아인트라흐트 프랑크푸르트와의 경기에서 그의 골은 이번 시즌 리그 13경기를 득점 없이 소화하며 유일한 골로 남았다. 그는 2020-21 시즌이 끝난 후, 클럽을 떠났다.

### SV 잔트하우젠
2021년 여름, 수쿠는 아르미니아 빌레펠트에서 계약이 만료되어 2. 분데스리가의 SV 잔트하우젠으로 이적하였다.

## 국가대표팀 경력
독일에서 베냉인 아버지 사이에서 태어난 수쿠는 독일과 베냉을 대표할 자격이 있다. 그는 2018년 11월 17일 감비아와의 아프리카 네이션스컵 예선 전을 위해 베냉 국가대표팀에 처음으로 소집되었지만 부상을 당해 그 경기에 출전할 수 없었다.
그는 2019년 3월 24일 토고와의 아프리카 네이션스컵 예선 전에서 베냉 국가대표팀 데뷔 전을 치렀고, 수쿠는 2-1 승리를 도왔고, 베냉은 2019년 아프리카 네이션스컵 출전권을 획득했다. 그는 2019년 아프리카 네이션스컵에서 카메룬, 가나, 기니비사우와 함께 F조에 편성된 베냉의 국가대표팀 명단에 포함되었다. 그는 베냉이 참가한 5경기에 모두 출전해 8강에 진출했지만 세네갈에 밀려 탈락했다. 그는 2020년 10월 11일 가봉과의 친선 경기에서 선제골을 넣으며 베냉 국가대표팀 첫 골을 기록해 2-0 승리에 일조했다.